# Varetz
Varetz (occitanska: Vares) är en kommun i departementet Corrèze i regionen Nouvelle-Aquitaine i de centrala delarna av Frankrike. Kommunen ligger  i kantonen Malemort-sur-Corrèze som tillhör arrondissementet Brive-la-Gaillarde. År 2022 hade Varetz 2 436 invånare.

## Befolkningsutveckling
Antalet invånare i kommunen Varetz
Referens:INSEE